# Aaron Crawford
Aaron Crawford (ur. 7 marca 1989) – irlandzki lekkoatleta specjalizujący się w rzucie oszczepem.
Od 2008 reprezentuje Irlandię w zawodach międzynarodowych pucharu Europy oraz w drużynowych mistrzostwach Starego Kontynentu. Zdobywał medale mistrzostw Irlandii w kategorii juniorów, a w 2010 wywalczył pierwszy w karierze tytuł seniorskiego mistrza Irlandii. Rekord życiowy: 65,40 (19 czerwca 2011, Manchester).

## Osiągnięcia
| Rok  | Impreza                               | Miejsce          | Lokata      | Wynik |
| ---- | ------------------------------------- | ---------------- | ----------- | ----- |
| 2008 | I liga pucharu Europy                 | Vaasa            | 8. miejsce  | 53,45 |
| 2009 | II liga drużynowych mistrzostw Europy | Bańska Bystrzyca | 8. miejsce  | 56,67 |
| 2010 | I liga drużynowych mistrzostw Europy  | Budapeszt        | 12. miejsce | 55,75 |